# Keizo Morishita
Keizo Morishita (Kitakyushu, 4 de fevereiro de 1944 - Milão, 5 de abril de 2003) foi um pintor japonês. A partir de 1963, ele estudou em Milão na Accademia di Belle Arti di Brera (Academia de Belas Artes de Brera) onde se graduou com Marino Marini.

## Biografia

### A  Academia e os primeiros anos
Em 1963, com dezenove anos, ele se mudou para Milão para estudar arte e, graças a uma bolsa frequenta os cursos de Marino Marini à Academia de Belas Artes de Brera. Graduando-se em 1968. Formado em escultura, seu trabalho tem se destacado no campo da pintura. Sua identidade cultural tende a permanecer aquela de origem, mas é apoiado pela extrema curiosidade intelectual que o leva para fora de um ambiente onde ele havia estabelecido prêmios críticos importantes. O primeiro pouso foi em Milão no início dos anos sessenta, em contato direto com a vanguarda artística ainda amarrado a espacialismo. Sua carreira começou em 1967 com uma exposição na Galeria La Chiocciola de Pádua.

### Os anos 80 e 90
Ele exibe na Itália, em Milão, Roma, Veneza, Turim, Florença, Pádua, Brescia, Lugano e Genebra, na Suíça e na França, em Paris e Saint Tropez, em Copenhague, na Dinamarca, em Ghent, na Bélgica, em Chester, no Reino Unido para Taiwan, China Taipei, no México, em Puebla e Cidade do México, e em sua Japão, em Tóquio, Osaka, Nagoya, Niigata, Kitakyushu.

### Últimos anos
Ele morreu 05 de abril de 2003 no Milão. Escreveram sobre ele: Russoli Franco, Roberto Sena, Emilio Tadini, Valerio Adami, Ottavio Missoni, Milena Milani, Carlo Franza, Luigi Carluccio, Renzo Margonari, Walter Schönenberger, Taijin Tendo, Asako Keiko, Arata Tani, Rolly Marchi

## Exposições individuais e coletivas
- • 1967 - A Galeria La Chiocciola, Pádua
- • 1969 - Richard Fonck Gallery, Ghent, Bélgica
- • 1970 - Studio Marconi, Milao Avec Marcel Duchamp
- • 1972 - Galeria 42 de Bolonha, Avec Marcel Duchamp; projeto de um monumento da Casa Imperial Nipponica
- • 1972 - Contemporary Art Gallery Barozzi, Veneza
- • 1972 - Paul Studio Barozzi, Milao
- • 1972 - Studio Marconi, Milao: Mitologia
- • 1973 - Galeria San Luca, Bolonha: Mitologia
- • 1973 - Galeria Interarte, Genoa: Mitologia
- • 1974 - A Galeria Triângulo, Pescara: Mitologia
- • 1974 - A Galeria La Chiocciola, Pádua: The Wonderland
- • 1975 - Estudio Marconi, Milao: The Wonderland
- • 1975 - Menghelli Gallery, Florence: O país das maravilhas
- • 1975 - Galeria San Luca, Bolonha: The Wonderland
- • 1975 - Galeria Margaret Taranto: The Wonderland
- • 1975 - Galeria Lanza, Intra: The Wonderland
- • 1975 - Richard Fonck Gallery, Ghent, Bélgica: Mitologia
- • 1975 - Galeria Galliate, Alassio
- • 1975 - Galeria de Triton Diálogos Clube Arquipélago Biella: The Land of Wonders
- • 1976 - Galeria Documenta, Turim
- • 1976 - o Triton Galeria de Diálogos Clube Biella
- • 1977 - A Galerie du enseigne Cerceau, Paris
- • 1977 - A Galeria La Chiocciola, Pádua
- • 1977 - Galeria Panchieri, Rovereto
- • 1977 - Galerie Marie-Louise Jeanneret, Genebra
- • 1978 - Galeria Ten, Trieste
- • 1978 - Galeria Lanza, Intra
- • 1979 - Jiyugaoka Gallery, Tokyo: Paisagem Imaginária
- • 1979 - Ranka-Sun Gallery, Osaka
- • 1979 - Akira Ikeda Gallery, Nagoya
- • 1980 - Estudio Marconi, Milao: sutil sensação de Nostalgia
- • 1980 - Seibu Department Store Gallery, Tokyo
- • 1980 - Ohfunato Dajichi Galeria Ohfuriato
- • 1980 - Galeria de Arte da cabeça, Urawa
- • 1980 - Petit Galerias Formes Gallery, Osaka
- • 1981 - Galeria Diálogos Clube Biella
- • 1981 - Cidade de Modena no Turismo
- • 1981 - Estudio de Ars, Milao
- • 1982 - Galeria Chikugo, Kurume
- • 1982 - Kuraya Gallery, Kitakyushu
- • 1982 - Kumo Gallery, Tokyo
- • 1982 - Jiyugaoka Gallery, Tokyo
- • 1982 - Koh Gallery, Tokyo
- • 1982 - Tour do Espírito Santo, em Roma
- • 1983 - Galeria Lanza, Intra
- • 1983 - 505 Gallery, Tokyo
- • 1983 - Galeria de Chimera, Tokyo
- • 1983 - Marconi Estudio, para shows no Japão, Milao
- • 1983 - Galeria Diálogos Clube Biella
- • 1983 - Nove Galeria Colunas, Trento
- • 1984 - O Salão Galeria, Cormo
- • 1984 - A Galeria de Nut, Pádua
- • 1984 - Ginza Gallery, Tokyo
- • 1984 - Estudio Malpensata Lugano
- • 1984 - Galeria Passardi, Lugano
- • 1985 - Estudio F.22 Palazzolo s / O Brescia: Sense fina de Nostalgia
- • 1985 - Galeria de Ginza, em Tóquio: As tentações de Mr. K
- • 1985 - Galeria de Kumo, Tokyo: As tentações de Mr. K

## Exposições póstumas
- • 2003 - Estudo F.22, Palazzolo s / O Brescia: Deep in my memories -com uma exposição comemorativa de apresentação do novo catálogo
- • 2005 - Cidade de Teglio, Sondrio: A atmosfera mágica do silêncio
- • 2006 - Estudo F.22, Palazzolo s / O Brescia: A atmosfera mágica do silêncio
- • 2006 - Município de Cesena: Deep in my memories -• 2007 - Coleção de arte contemporânea Lina Bortolon, Feltre: Artistas dos 900
- • 2009 - Estudo F.22, Palazzolo s / O Brescia: O enigma da ilha
- • 2010 - Giuseppe Ajmone Atelier, Sesia Carpignano Novara: "A minha maneira de ver as coisas ..."